# Rudolf Grünberg
Rudolf Grünberg (* 1930 oder 1931 in Paris; † November 2023) war ein deutscher Kanusportler.

## Werdegang
Rudolf Grünberg, geb. in Paris,  wuchs in Lohr am Main auf. Er wechselte 1952 nach München und wurde Mitglied der Kanu Turngemeinde München (TGM), bei der er bald zu den Leistungsträgern im Kajak-Wildwasserrennen gehörte. So wurde er 1953 im Zweier-Kajak zusammen mit Hans Seiling im 1000-Meter-Rennen der Herren und 1956 in der gleichen Disziplin mit Hans Proquitte Deutscher Meister. Im Einer-Kajak wurde er in den Jahren 1961, 1962 und 1963 Deutscher Meister.
Wegen seiner nationalen Erfolge wurde er Mitglied der deutschen Kanusport-Nationalmannschaft. 1961 und 1962 gewann Grünberg bei den Abfahrtsläufen in Spanien die drei dort stattfindenden Rennen. Bei den Kanu-Weltmeisterschaften 1963 in Spittal an der Drau wurde er Weltmeister im Wildwasserrenen. Für diese sportliche Leistung wurde er am 16. Juli 1968 mit dem Silbernen Lorbeerblatt ausgezeichnet. Mit 223 Siegen gehörte er zu den erfolgreichsten Kanurennsport- und Wildwasser-Sportlern seiner Zeit.
Nach Abschluss seiner internationalen Karriere im Jahr 1963 engagierte sich Grünberg bei der Betreuung der Nationalmannschaft und im Nachwuchsbereich.

## Sportlichen Erfolge
im Kajak-Wildwassersport
- 1× Weltmeister, 1× Europameister und 5-mal Deutscher Meister.
- 25× Bayerische Meisterschaften
- 223 erste Plätze
- 1962 Gewinner des schwersten Wildwasserrennens der Welt in USA auf dem Arkansas-River mit einer Streckenlänge von 45 km.

Erstbefahrungen
- Teufelsschlucht/Lofer 1961 in Österreich
- Crystal-River 1962 in Colorado (USA)

Ski-Tennis Kombinations-Weltmeisterschaft
- 5. und 8. Platz

Skisport
- mehrere 1. Siege wie Skiderby der Sportprominenz
- MBB/DASA, COSNA/SNIAS-Paris und verschiedene andere Rennen
- je ein 5. und 8. Platz bei internationalen Inferno-Rennen Mürren/Schweiz

Tauchsport
- CMAS-Brevet in Gold

## Auszeichnungen
- Träger der höchsten Deutschen Sportauszeichnung „Silbernes Lorbeerblatt“
- mehrere Ehrenbriefe der Stadt München
- Ernennung zum Ehren-Indianer, nach der Erstbefahrung Crystal-River in den USA

## Belege
1. ↑  Neue Deutsche Wochenschau 609/1961, 29. September 1961. Bundesarchiv. Abgerufen am 20. November 2021.
2. ↑  Siegerinnen und Sieger aus Oberbayern.
3. ↑  Sportbericht der Bundesregierung an den Bundestag vom 29. September 1973 - Drucksache 7/1040 - Seite 63 (PDF).
4. ↑  Bulletin des Presse- und Informationsamtes der Bundesregierung. Nummer 96, Deutscher Bundes-Verlag, 31. Juli 1968, S. 832.

| Personendaten    | Personendaten    |
| ---------------- | ---------------- |
| NAME             | Grünberg, Rudolf |
| KURZBESCHREIBUNG | deutscher Kanute |
| GEBURTSDATUM     | 1930 oder 1931   |
| GEBURTSORT       | Paris            |
| STERBEDATUM      | November 2023    |